# Hilversums SG
Hilversums SG (HSG), pełna nazwa Hilversums Schaakgenootschap – holenderski klub szachowy z siedzibą w Hilversum, czterokrotny mistrz kraju.

## Historia
Klub powstał w 1887 roku. W sezonie 1888/1889 zorganizowano pierwsze mistrzostwa klubowe, które wygrał Jacobus Peet. W 1982 roku klub awansował do Hoofdklasse. W 1986 roku HSG spadł z ligi, wrócił do niej dwa lata później. W sezonie 1988/1989 klub zajął trzecie miejsce w krajowych mistrzostwach. W latach 1990–1993 klub cztery razy z rzędu zdobywał wicemistrzostwo Holandii. W 1993 roku zespół zadebiutował w Pucharze Europy. Klub był gospodarzem fazy finałowej, w której wygrał z Margareten Wiedeń, a przegrał z Lyon-Oyonnax i Bosną Sarajewo, zajmując w turnieju czwarte miejsce. W latach 1994–1995 HSG zajmował trzecie miejsce w krajowej lidze. Po utworzeniu Meesterklasse zespół zdobywał wicemistrzostwo przez osiem sezonów z rzędu, w latach 1997–2004. Sezony 2005/2006 oraz 2006/2007 klub ponownie zakończył na drugim miejscu w Meesterklasse. W latach 2008–2011 HSG zdobywał mistrzostwo Holandii. W latach 2012–2014 klub zanotował trzy spadki z rzędu, z pierwszej do czwartej ligi. W 2015 roku HSG awansował do Tweede klasse, z której spadł w sezonie 2017/2018.
Zawodnikami klubu byli m.in. Joris Brenninkmeijer, Władimir Czuczełow, Dennis de Vreugt, Jop Delemarre, Rudy Douven, Anisz Giri, Ruud Janssen, Jona Kosaszwili, Erwin l'Ami, Ljubomir Ljubojević, Friso Nijboer, Predrag Nikolić, Jeroen Piket, Leon Pliester, Judit Polgár, Zsófia Polgár, Lew Poługajewski, Ian Rogers, Yasser Seirawan, Jan Smeets, Wouter Spoelman, Daniël Stellwagen, Paul van der Sterren, Robin van Kampen, Loek van Wely i Xie Jun.